# Alpheus chilensis
Alpheus chilensis is een garnalensoort uit de familie van de Alpheidae. De wetenschappelijke naam van de soort is voor het eerst geldig gepubliceerd in 1902 door Lenz.